# Schierau
Schierau este o comună în Saxonia-Anhalt, Germania